# إيبنبورن
إيبنبورن هي مدينة متوسطة مشهورة بمناجم الفحم الحجري وصناعاته. تتبع لقضاء شتاينفورت في محافظة مونستر بولاية شمال الراين - وستفاليا الألمانية. يقدر عدد سكانها بما يقرب من 51،000 نسمة، مما يجعلها ثاني أكبر مدينة في بلاد تكلنبورغ كما في قضاء شتاينفورت تسبقها مدينة راينه.

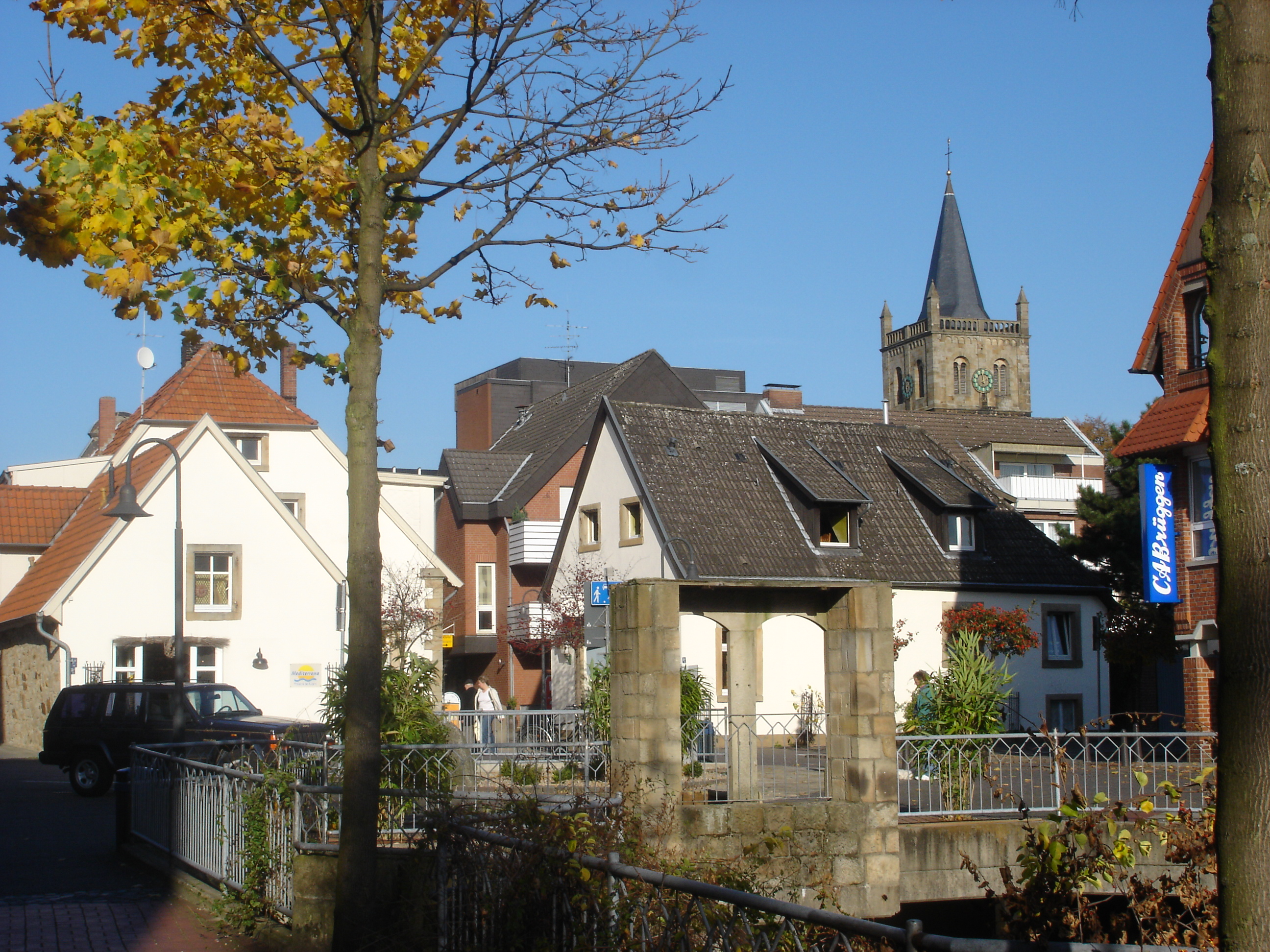

من أهم أحياء المدينة، لاغنبك وبكرادن وبوسلبورن.
تمتد في أراضي المدينة سلسلة جبال أسنينغ حيث تشكل في ضاحية دورينته جرفاً صخريا بارزاً.

## توأمة
لإيبنبورن اتفاقيات توأمة مع كل من:
- دساو روسلاو (1990 - )
- يزتشمبية ازدرويي (14 ديسمبر 2007 - )[4]
- Gourdon, Lot [الإنجليزية]‏

## أعلام
- أنيا كارليشك
- كريستين فينزيل
- سيمون رولفس
- تينو فينزيل
- سيباستيان كلاس